# Le Struthof, contemplation et témoignage
 (février 2022).
Motif : Voir la page de discussion de l'article.
 (février 2022).
Si vous disposez d'ouvrages ou d'articles de référence ou si vous connaissez des sites web de qualité traitant du thème abordé ici, merci de compléter l'article en donnant les références utiles à sa vérifiabilité et en les liant à la section « Notes et références ».
Pour plus de détails, voir Fiche technique et Distribution.
Le Struthof, contemplation et témoignage est un documentaire français réalisé par Bruno Bailly, sorti en 2008.

## Thème
Le film met en scène le témoignage de Roger Boulanger, ancien déporté au camp de concentration de Natzweiler-Struthof. Édité en DVD aux éditions Scerén en 2008, le film est inscrit dans la collection Mémoires et Histoire dirigée par l'historien Jean-Pierre Husson.
Après le film Les Marches de la mort, fruit de leur première collaboration, et réédité en 2007, Bruno Bailly nous livre avec Le Struthof, une œuvre de contemplation et de témoignage, fondée sur la rencontre entre ce camp de concentration, lieu de mémoire unique en France, et un témoin qui y a été interné.
Le réalisateur dit qu'avoir rencontré Roger Boulanger fut une autre façon de rencontrer l'Histoire, pas celle des manuels, celle qui s'incarne dans l'individu. « J'ai voulu réaliser un film qui serait respectueux de son identité, et très vite le thème de la Mémoire s'est imposé. Tout ancien déporté est amené à faire appel à sa capacité à se souvenir. C'est pour cette raison qu'il fallait créer un documentaire concentré sur l'époque du tournage (année 2006), car se souvenir, accomplir un travail de mémoire, c'est retrouver les vestiges du passé dans le présent en faisant parler les lieux. »
Le film au rythme binaire alterne images du camp et témoignage de Roger Boulanger. Sans musique, sans commentaire, il laisse le spectateur libre de tout message. Le camp a été filmé en novembre 2006, sous la neige et un épais brouillard gommant ainsi toute trace contemporaine. Le film édité par le CRDP de Champagne-Ardenne, a enrichi l'édition de précieux bonus, dont une interview du déporté, du réalisateur et du directeur de la collection Jean-Pierre Husson.

## Fiche technique
- Titre : Le Struthof, contemplation et témoignage
- Réalisation : Bruno Bailly
- Scénario : Bruno Bailly
- Musique :
- Son :
- Montage :
- Archives :
- Production : 
  - Production exécutive :
- Société de production :
- Genre : documentaire
- Durée :
- Sortie : 2008